# 納納瓦
納納瓦（西班牙語：Nanawa），是巴拉圭的城鎮，位於該國中西部，由阿耶斯總統省負責管轄，距離亞松森50公里，面積1,430平方公里，海拔高度54米，2002年人口5,457，人口密度每平方公里1,248.7人。